# サンフェルナンド (カリフォルニア州)
サンフェルナンド（San Fernando）は、アメリカ合衆国カリフォルニア州のロサンゼルス郡にある都市。推定人口は2万3488人（2024年）。ダウンタウン・ロサンゼルスの北西35キロメートルに位置している。

## 歴史
町の歴史は古く、1797年にスペイン人修道士たちが設立したサンフェルナンド伝道所を起源とする。名称はカスティーリャ王国のフェルナンド3世に由来する。伝道所の布教活動によって地域のアメリカ先住民の大半はカトリック教徒になった。
1911年に法人化し「サンフェルナンド市」が誕生した。周囲はロサンゼルス市に囲まれることになった。
2020年アメリカ合衆国国勢調査によれば、市の人口の92パーセントはヒスパニックだった。

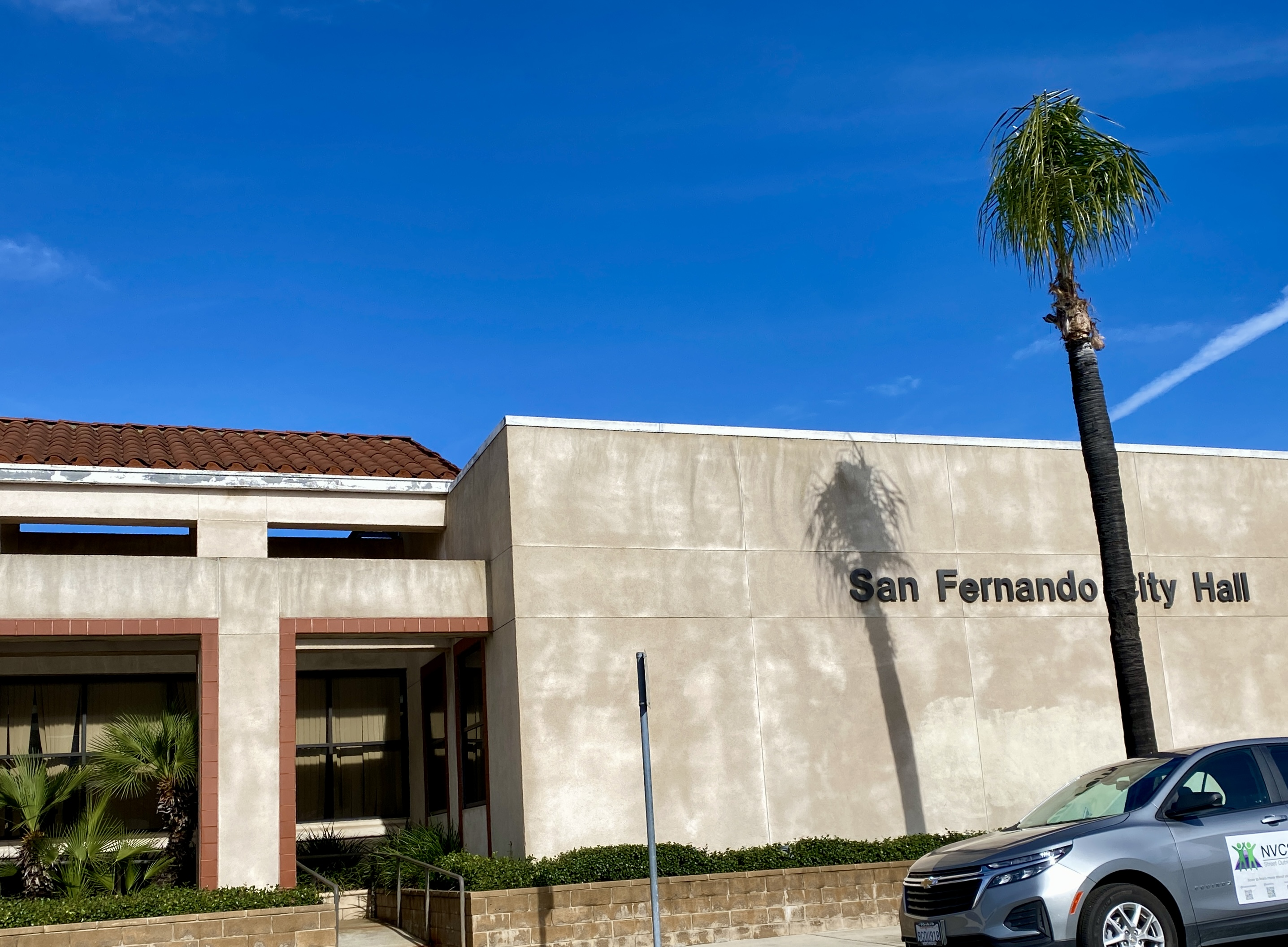
市役所

## 交通
- メトロリンクの駅があり、ロサンゼルス・ユニオン駅行きの通勤列車が利用できる。
- 州間高速道路5号線が近くを通る。